# Comtat de Bitche

Escut del comtat de Bitche

Bitche (alemany Bitsch) és una comarca de Lorena al nord-est del departament del Mosela, i antiga senyoria a l'edat mitjana.
El nom de Bitche apareix per primer cop a la meitat del segle XII quan el duc Mateu I de Lorena la considerava una senyoria sota el seu domini amenaçat pels comtes de Saarwerden. El 1170 s'esmenta el Bitis Castrum (Castell de Bitche) del que era senyor Frederic I. Un document del senyor de Bitche, Ferri, precisa els límits de la senyoria el 1196. Aquest Ferri era el que després fou duc de Lorena Ferry I de Bitche (vers 1143 † 1206), que fou duc del 1205 al 1206 succeint al seu germà. Al segle XIII la senyoria estava aïllada del ducat separada pel comtat de Zweibrücken (en francès Deux Ponts o Deux-Ponts) que des del 1288 estava governat per tres comtes i s'havia fraccionat de fet en tres parts, i el comte d'una d'elles, Eberard I va proposar un intercanvi de territoris que fou acceptat pel duc Ferry III de Lorena (1251-1303) i portat a efecte en dues parts el 13 de maig de 1297 i l'1 de juliol de 1302.
Així Eberard I va abandonar els seus territoris que van quedar per Lorena i va adquirir la senyoria, situada al sud de Zweibrücken, i fou comtat de Zweibrücken-Bitsch (comte de Zweibrúcken o Deux Ponts i senyor de Bitsch) o simplement comte de Bitche. El comtat comprenia la batllia de Lemberg, les batllies loreneses de Marimont-lès-Bénestroff, de Lindre-Basse i de Sarreguemines i els privilegis i drets sobre els castells de Landeck i Lindelbronn (prop de Klingenmünster); l'administration dels feus del Mont-Tonnerre i de Bad Bergzabern així com el càrrec d'abat laic del monestir d'Hornbach foren exercits per Eberhard I i el seu germà Walram, comte de Zweibrücken des de 1282. Els comtes de Bitche no van aconseguir engrandir el seu territori i quan ho van fer fou d'una manera marginal; el 1393 va morir el darrer comte de Zweibrücken després d'haver venut el seu comtat del que res va pertocar a la branca de Bitche.
Eberard es va instal·lar al castell de Bitche i va iniciar una branca comtal amb nombrosos governs indivisos al no existir el dret de primogenitura. El país fou afectat per la guerra dels Cent Anys (1337-1453) i va patir la pesta el 1348 i el 1411-1439. El 1447 el castell de Bitche fou atacat pels comtes Jacob i Guillem de Lutzelstein (La Petite-Pierre); el comte Frederic va poder fugir però els seus fills van quedar com a ostatges; l'atac sense motiu ni avis per Lutzelstein va ser reprovat per tothom i es va formar una coalició que va expulsar els Lutzelstein del comtat però va causar grans destruccions. El 1452 la casa de Lutzelstein es va extingir.
Al primer quart del segle XVI es va produir la revolta anomenada guerra dels Camperols dirigida a la zona per Hans Zoller de Rimling; els pagesos van atacar els castells i els van cremar; també fou cremada l'abadia de Sturzelbronn. La noblesa va reprimir en sang la revolució i milers de rebels foren morts o executats.
A la mort de Reinard el 1531 el van succeir els seus dos fills que el 1538 es van repartir els dominis. Simó VI Wecker es va quedar amb Rauschenberg i al morir el 1540 la seva filla Amàlia, casada amb Felip de Limage, va vendre la seva part al duc Carles III de Lorena per cinquanta mil escuts (vers 1545). El germà de Simó, Jacob, que s'havia quedat amb Bitche, i va heretar el 1359 la senyoria d'Ochsentein, va tenir litigis territorials amb Lorena i el 1563 va construir fortificacions a la zona en conflicte. Jacob va morir el 1570 sense descendència i l'herència fou reclamada per Felip V d'Hanau-Lichtenberg, casat amb la filla de Jacob. El duc d Lorena Carles III li va reconèixer la part de la senyoria; però el nou senyor era protestant i va voler imposar la reforma al territori; la pressió fou molt forta, i l'abat de Sturzelbronn fou empresonat; el duc de Lorena es va incomodar i va cridar al comte a Nancy. Felip va refusar anar-hi i fou declarat feló. Tropes de Lorena van assetjar Bitche el 1572 i es va rendir en pocs dies si bé Felip va poder fugir; els lorenesos van ocupar també Lemberg (al Palatinat) i rodalia i Carles III fou reconegut sobirà. La religió catòlica fou restablerta. La Inquisició va treballar a destall.
El 1601 es va fixar la frontera amb el comtat de Palatinat-Zweibrücken per un tractat signat a Hornbach. En aquest temps el comtat de Bitche tenia 68 pobles dels quals 52 eren domanials, un de l'església i 15 eren donats en feu del duc. El 6 de febrer de 1604 les cases de Lorena i d'Hanau van signar un acord pel qual la senyoria de Lemberg fou donada en feu lorenès a Reinhard, fill de Filip V d'Hanau-Lichtenberg a canvi de renunciar a tota pretensió en el comtat i castell de Bitche, i aquest acord es va ratificar el 8 de febrer de 1606.
El 1634 el cardenal Richelieu va deposar el duc Carles IV de Lorena i va fer ocupar el castell de Bitche (després d'un setge de 10 dies). Va restar sota ocupació francesa fins al 1641 quan Carles IV va recuperar els seus dominis. El 1670 els francesos havien ocupat Lorena van decidir establir una base a Bitche (1679) fin que el tractat de Ryswick va posar fi a la guerra i la va restituir al duc Leopold I el Bo (1697). El 1701 es va produir una nova ocupació temporal francesa i del 1709 a 1714 el territori fou assolat per la fam morint més del 10% de la població. El 1766 Lorena fou incorporada a França.

## Llista de comtes
- 1297 - 1321 : Eberhard I, nebot d'Enric I Sarrebrück i la seva esposa Edwigis de Lorena, bescanvia el seu territori per la senyoria de Bitche.
- 1321 - 1358 : Simó I
- 1321 - 1333 : Eberard II (junt amb l'anterior)
- 1358 - 1402 : Simó II Wecker (junt amb el següent)
- 1358 - 1370 : Joan I (Hanemann)
- vers 1367 Eberard (junt amb altres)
- 1376 - 1396 : Enric I (junt amb altres)
- 1396 -1402 : Frederic I
- 1402 - 1422 : Joan II (Hanemann) (junt amb Simó II fins vers 1402)
- 1422 - 1474 : Frederic
- 1422 - 1452 : Joan III (Hanemann) (junt amb l'anterior)
- 1422 - 1459 : Simó III (junt amb els dos anteriors)
- 1422 - 1452 : Enric II (junt amb els anteriors), es casa amb Cunegunda d'Ochsenstein i funda la branca júnior de Zweibrücken-Bitche-Ochsenstein
- 1438 - 1461 : Frederic II (+ 1476)
- 1441 - 1487 : Enric III (junt amb altres)
- 1441 - 1476 : Walram
- 1461 - 1508 : Simó IV Wecker
- 1464 - 1491 : Frederic III
- 1508 - 1542 : Simó V Wecker,
- 1517 - 1531 : Reinard
- 1538 - 1540 : Simó VI Wecker, comte de Zweibrucken-Rauschenberg, deixa una sola filla i la successió passa al seu germà Jacob
- 1542 - 1570 : Jacob d'Ochsenstein, no tenia més que una filla, Lluïsa Margarita (nascuda 19 de juliol de 1540 i + 15 de desembre de 1569) casada amb el comte Felip V d'Hanau-Lichtenberg